# Ruggero Bescapè
Ruggero Bescapè, talvolta citato anche come Bascapè (Bascapè, ... – Roma, 1600 ?), è stato uno scultore italiano.

## Biografia

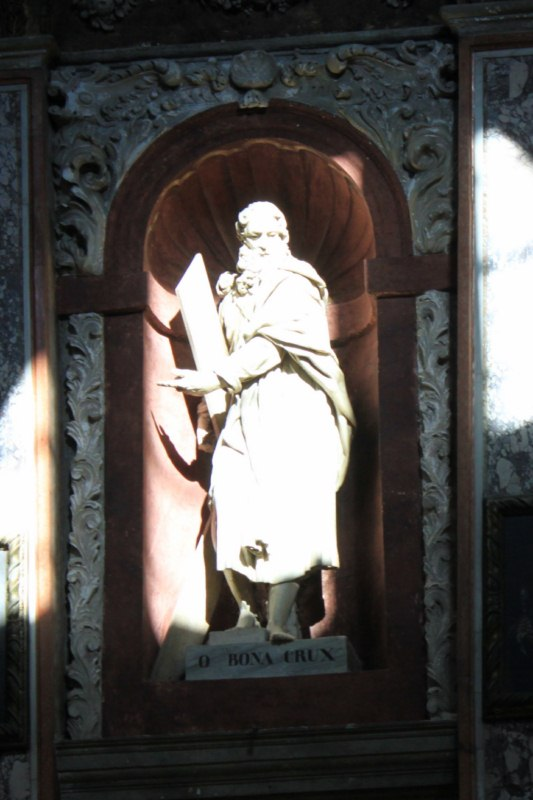
Una delle statue in stucco forte nella chiesa di San Gaetano a Padova.

Poche sono le notizie sulla sua vita e sulla sua attività artistica, molto frammentarie e acquisite da varie fonti poco precise.
Fra il 1580 ed il 1585 fu attivo a Vicenza nella costruzione del Teatro Olimpico dove fu uno degli scultori che realizzarono le statue esterne del proscenio, mentre dal 1594 al 1600 fu attivo a Roma nell'esecuzione di lavori in numerose chiese e palazzi.
Fra le opere a lui attribuite figurano alcune statue del Teatro Olimpico di Vicenza e altri lavori eseguiti a Roma fra il Campidoglio e Palazzo Nuovo oltre a opere in bronzo per l'altare degli Apostoli nella Basilica di San Pietro, e con Vincenzo Topi (1595) varie sculture in legno e in marmo nella Basilica di Santa Maria in Aracoeli e la copia del Colosseo, eseguita a Mira con la mollica di pace, andata purtroppo perduta.
Suo l'arredo scultoreo in stucco forte della chiesa di San Gaetano a Padova.